# Def Squad
Def Squad ist eine US-amerikanische Hip-Hop-Band, die aus den Rappern Erick Sermon, Redman und Keith Murray besteht.

## Werdegang
Angefangen mit einer Coverversion des Hip-Hop-Lieds Rapper’s Delight ("Def Squad Delite"), veröffentlichte das Trio 1998 ihr Debütalbum El Niño über das Label Def Jam. Zwei Jahre später erschien ihr zweites Album Def Squad Present Erick Onasis über Dreamworks. Zuletzt haben die Mitglieder einen Vertrag bei SRC / Universal Records unterschrieben.

## Diskografie

### Studioalben
| Jahr | Titel   | Höchstplatzierung, Gesamtwochen, AuszeichnungChartsChartplatzierungen (Jahr, Titel, Platzierungen, Wochen, Auszeichnungen, Anmerkungen) | Anmerkungen                     |
| Jahr | Titel   | US | Anmerkungen                     |
| ---- | ------- | --- | ------------------------------- |
| 1998 | El Niño | US2 Gold · (11 Wo.)US | Erstveröffentlichung: Juni 1998 |

Weitere Alben
- 1998: Rapper’s Delight (Def Squad Delite)

### Singles
| Jahr | Titel Album                           | Höchstplatzierung, Gesamtwochen, AuszeichnungChartsChartplatzierungen (Jahr, Titel, Album, Platzierungen, Wochen, Auszeichnungen, Anmerkungen) | Anmerkungen                                            |
| Jahr | Titel Album                           | US | Anmerkungen                                            |
| ---- | ------------------------------------- | --- | ------------------------------------------------------ |
| 2003 | Yeah Yeah U Know It He’s Keith Murray | US99 (1 Wo.)US | Erstveröffentlichung: 28. Januar 2003 mit Keith Murray |